# 梅迪蒙特 (愛達荷州)
梅迪蒙特（英語：Medimont）是位於美國愛達荷州庫特內縣的一個非建制地區。該地的面積和人口皆未知。

## 地理
梅迪蒙特的座標為47°28′34″N 116°36′16″W / 47.47611°N 116.60444°W，而該地的平均海拔高度為665米（即2182英尺）。